# Castro de Filabres
Castro de Filabres község Spanyolországban, Almería tartományban. Lakosainak száma 101 fő (2024).

## Földrajza
Castro de Filabres Bacares, Velefique, Tabernas, Gérgal és Olula de Castro községekkel határos.

## Népesség
A település lakosságának változását az alábbi diagram mutatja:
| Lakosok száma | 170  | 162  | 155  | 161  | 162  | 134  | 139  | 123  | 115  | 101  |
|               | 2001 | 2004 | 2006 | 2009 | 2011 | 2014 | 2016 | 2019 | 2021 | 2024 |